# XI округ Парижа
XI округ Парижа (фр. Arrondissement de Popincourt) — один з 20 муніципальних округів Парижа. Площа округу становить 367 га.

## Географічне положення

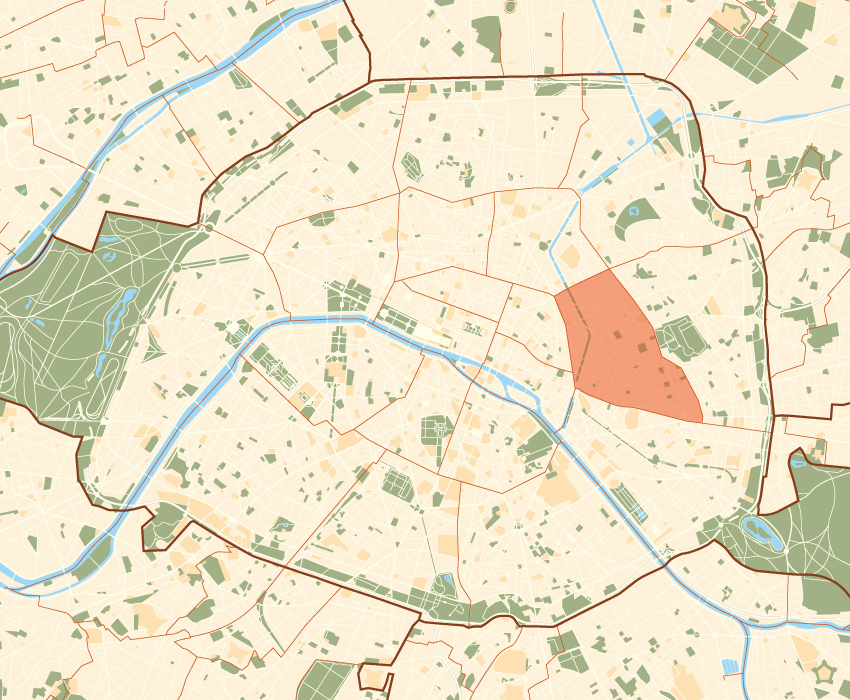
Обриси округу на мапі міста

11-й округ розташований на правому березі Сени. На сході він межує з 20-м, на заході з 10-м і 3-м, на півночі з 19-м і на півдні з 12-м округами.

## Квартали
Квартали № 41-44:
- Фолі-Мерікур (Quartier de la Folie-Méricourt)
- Сен-Амбруаз (Quartier Saint-Ambroise)
- Рокетт (Quartier de la Roquette)
- Сент-Маргеріт (Quartier Sainte-Marguerite)

## Населення

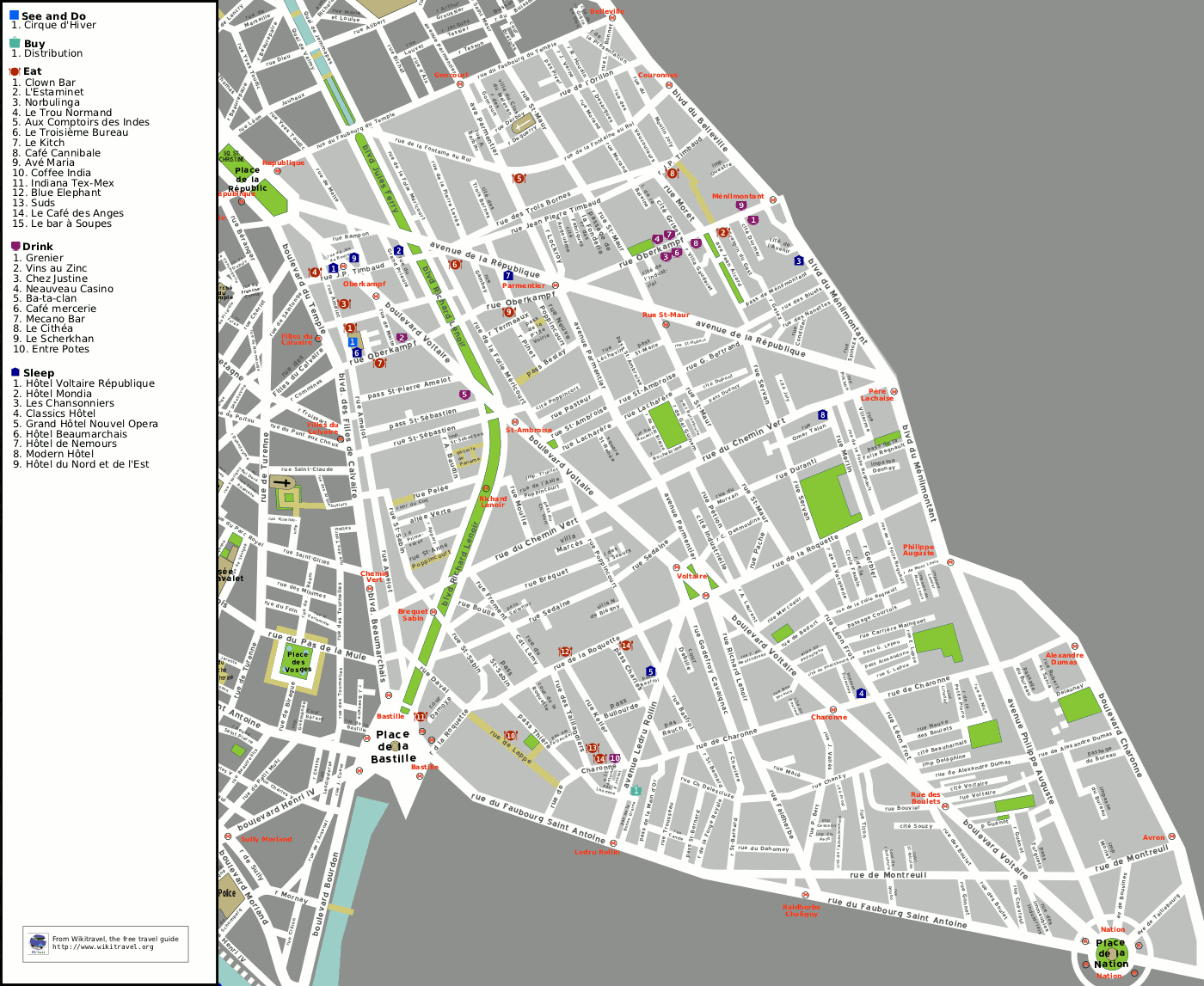
План округу

За даними перепису населення 2005 року в 9-му окрузі проживають 150 500 осіб при щільності населення 41 008 чол/км ². Це становить 7 % паризького населення. Таким чином 11-й округ є самим густонаселеним округом Парижа і крім того одним з найбільш густонаселених районів у світі.
| Рік  | Населення | Густота населення чол/км ² |
| ---- | --------- | -------------------------- |
| 1911 | 242 295   | 66 092                     |
| 1962 | 193 349   | 52 741                     |
| 1968 | 179 727   | 49 025                     |
| 1975 | 159 317   | 43 458                     |
| 1982 | 146 931   | 40 079                     |
| 1990 | 154 165   | 42 053                     |
| 1999 | 149 102   | 40 672                     |

## Органи правління
Мером округу з 2001 року був Жорж Саррі, представник партії Mouvement républicain et citoyen. У березні 2008 року обрано соціаліста Патріка Блоша (Patrick Bloch).

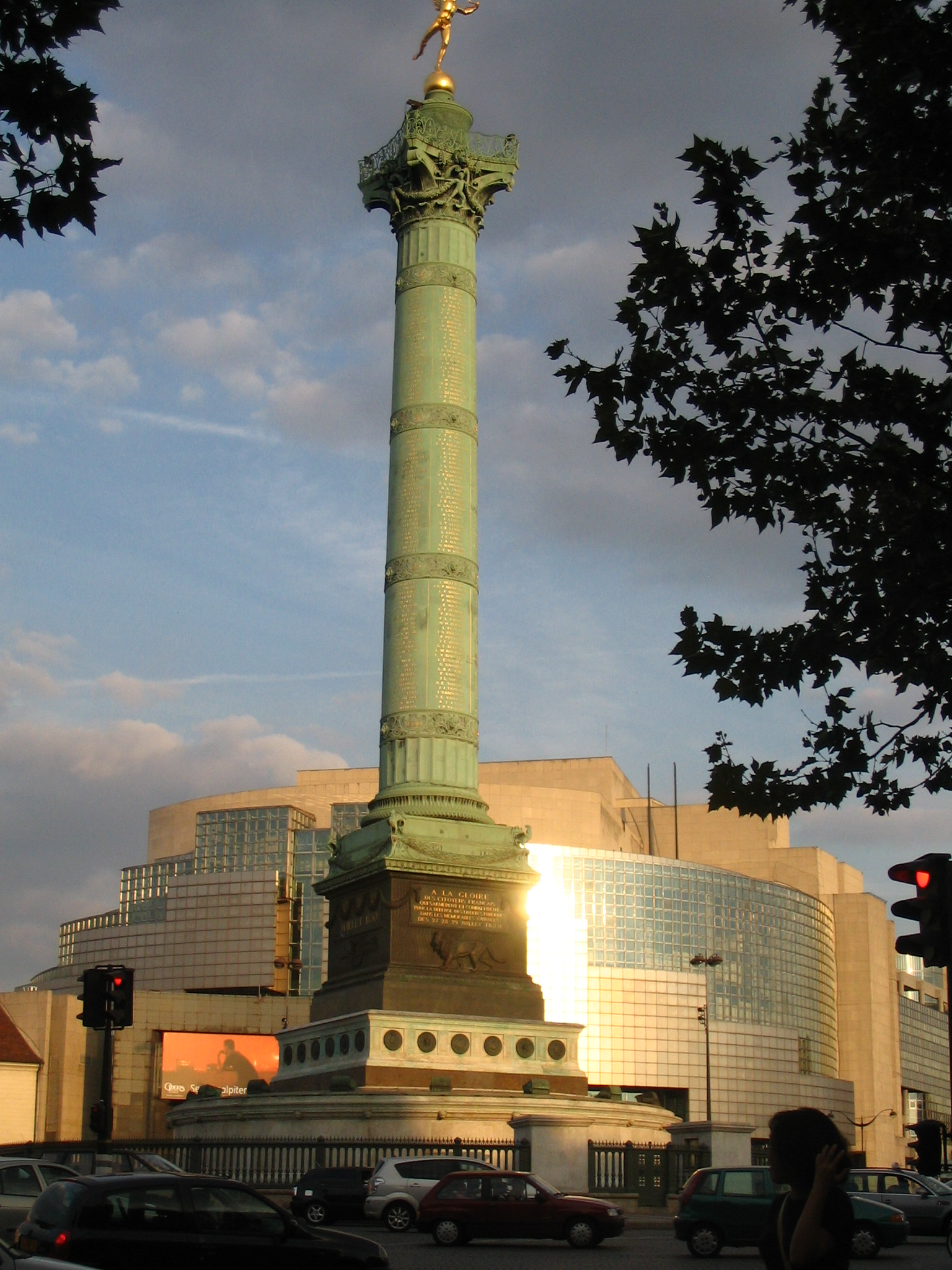
Площа Бастилії з Липневої колоною та Оперою Бастилії на задньому плані

- Адреса мерії:

Place Léon Blum
75536 Paris Cedex 11

## Визначні місця

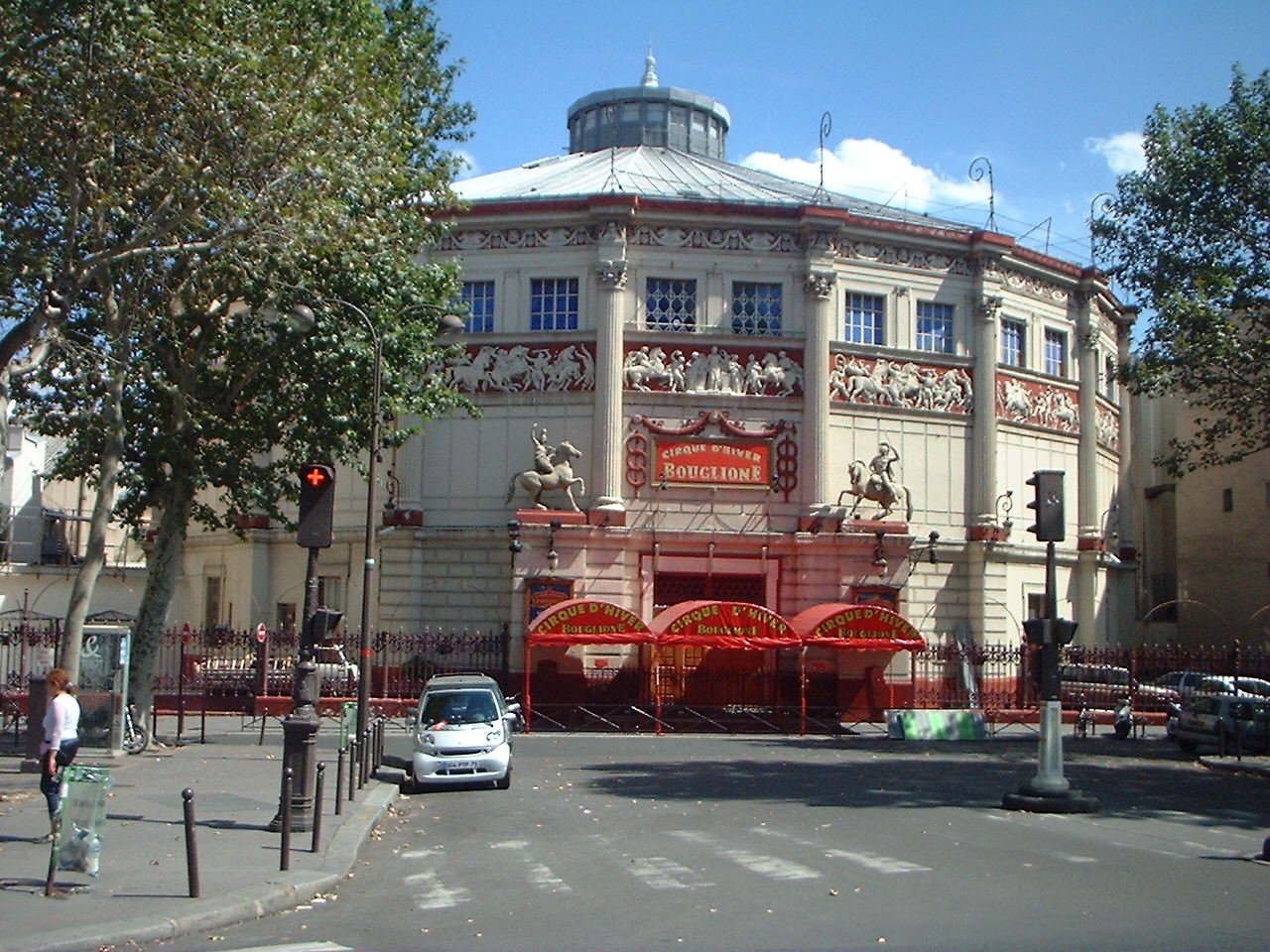
Будівля Зимового цирку

- Опера Бастилії
- Липнева колона
- Зимовий цирк

### Площі, вулиці
- Площа Республіки
- Площа Бастилії
- Бульвар Бомарше
- Бульвар дю Тампль

## Транспорт
Метро: лінії 1, 2, 3, 5, 6, 8, 9, 11

## Цікаві факти
- У XI окрузі відбувається дія фільму кінорежисера Седріка Клапіша «У пошуках кішки» (1996).